# Squires de la Virginie
Pour les articles homonymes, voir Virginia, Squires et Oakland Oaks.
Les Squires de la Virginie (en anglais : Virginia Squires) sont un club franchisé américain de basket-ball de la ville de Norfolk en Virginie faisant partie de l'American Basketball Association. La franchise a disparu en même temps que la ligue (celle-ci fusionnant avec la NBA en 1976).

## Noms successifs
- 1967-1969 : Oaks d'Oakland
- 1969-1970 : Caps de Washington
- 1970-1976 : Squires de la Virginie

## Palmarès
- American Basketball Association : 1969

## Joueurs célèbres ou marquants
- Rick Barry
- Larry Brown
- Julius Erving
- George Gervin